# Luís VI, Eleitor Palatino
 Luís VI, Conde Palatino (Simmern/Hunsrück, 4 de julho de 1539 — Heidelberg, 22 de outubro de 1583) foi duque do Palatinado-Simmern , da casa dos Wittelsbach. Filho único de Frederico III, Eleitor Palatino e de sua esposa Maria de Brandemburgo-Kulmbach (1519-1567).
Foi príncipe-Eleitor do Palatinado de 1576 a 1583.